# Forcipata flava
Forcipata flava är en insektsart som beskrevs av Vidano 1965. Forcipata flava ingår i släktet Forcipata och familjen dvärgstritar.
Artens utbredningsområde är Italien. Inga underarter finns listade i Catalogue of Life.